# أولوف مارك
أولوف مارك هو متسابق يخت سويدي، ولد في 13 يناير 1873، وتوفي في 15 مايو 1920.

## وصلات خارجية
- أولوف مارك على موقع اللجنة الأولمبية الدولية (الإنجليزية)
- أولوف مارك على موقع أوليمبيديا (الإنجليزية)
- أولوف مارك على موقع اللجنة الأولمبية السويدية (السويدية)